# Santa Maria (Cardet)

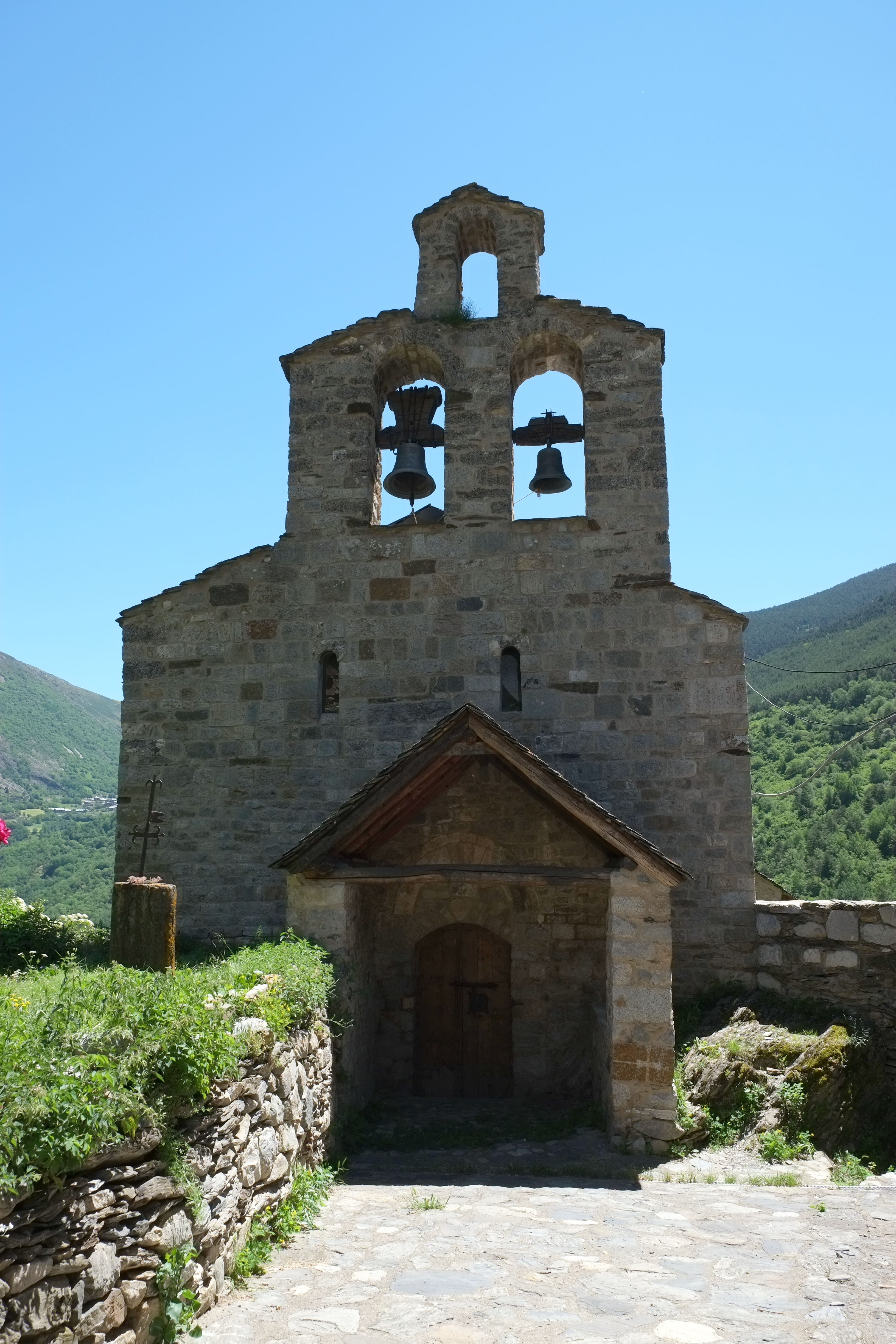
Pfarrkirche Santa Maria

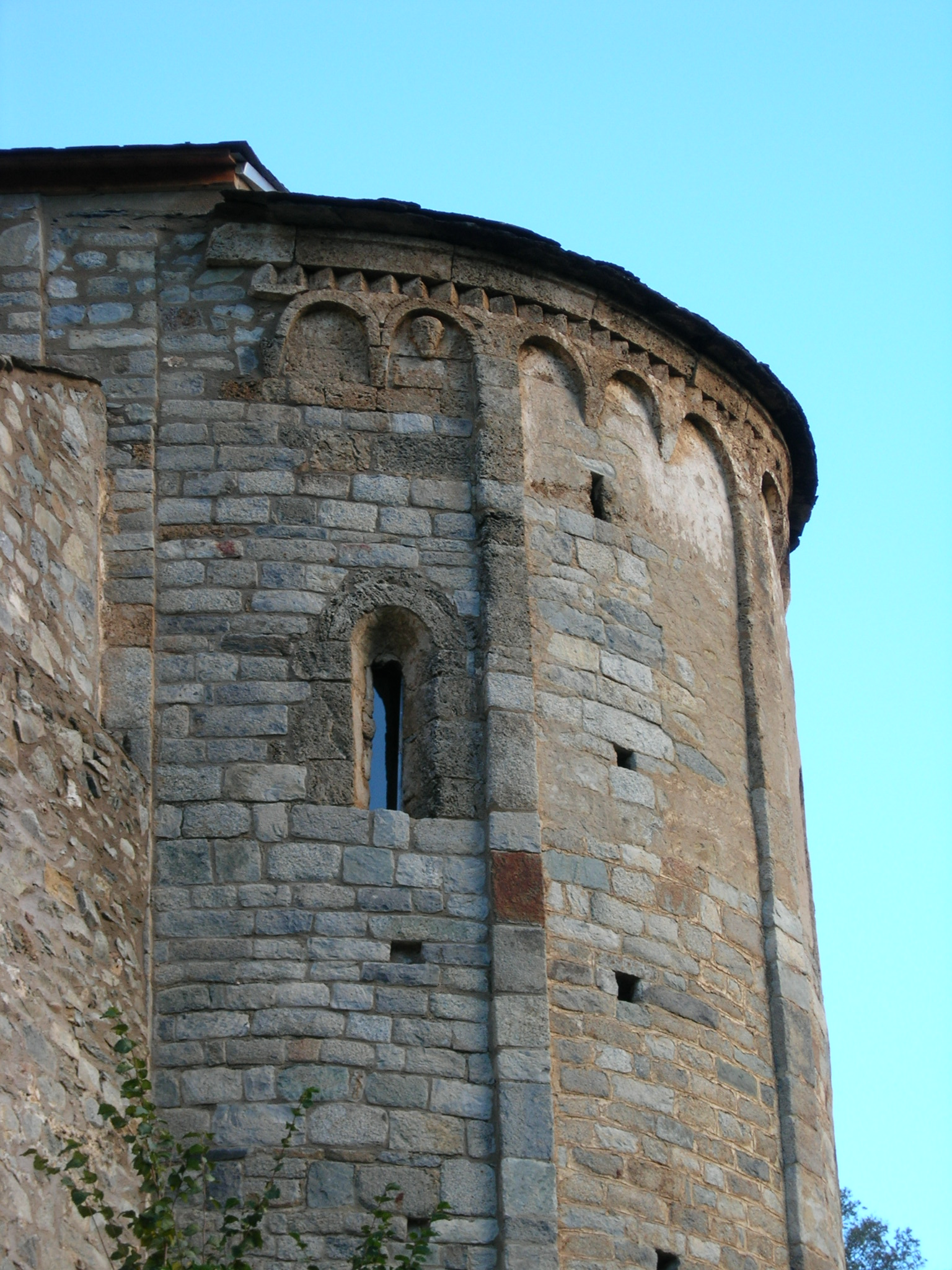
Apsis

Die römisch-katholische Pfarrkirche Santa Maria in Cardet, einem Ortsteil der Gemeinde Vall de Boí, gehört zu den neun romanischen Kirchen in der spanischen Autonomen Region Katalonien, die im Jahr 2000 von der UNESCO als Catalan Romanesque Churches of the Vall de Boí in die Weltkulturerbeliste aufgenommen wurden. Die Kirche trägt den Titel der hl. Maria und war bereits im Jahr 1992 zum Bé Cultural d’Interès Nacional (Kulturgut von nationaler Bedeutung) erklärt worden. Die Kirche von Cardet besitzt als einzige des Vall de Boí eine Krypta und wie die Ermita Sant Quirc statt eines Glockenturmes einen Glockengiebel (espadaña).

## Geschichte
Die Kirche wurde vermutlich im 11. oder 12. Jahrhundert errichtet. Im 12./13. Jahrhundert stürzte das Kirchenschiff ein und es fanden Umbauten statt. Im 17. und 18. Jahrhundert erfolgte eine Umgestaltung im Stil des Barock. In neuerer Zeit wurden eine Seitenkapelle und die Sakristei angebaut. In den Jahren 2005/06 fand eine umfassende Restaurierung der Kirche statt.

## Architektur

### Außenbau

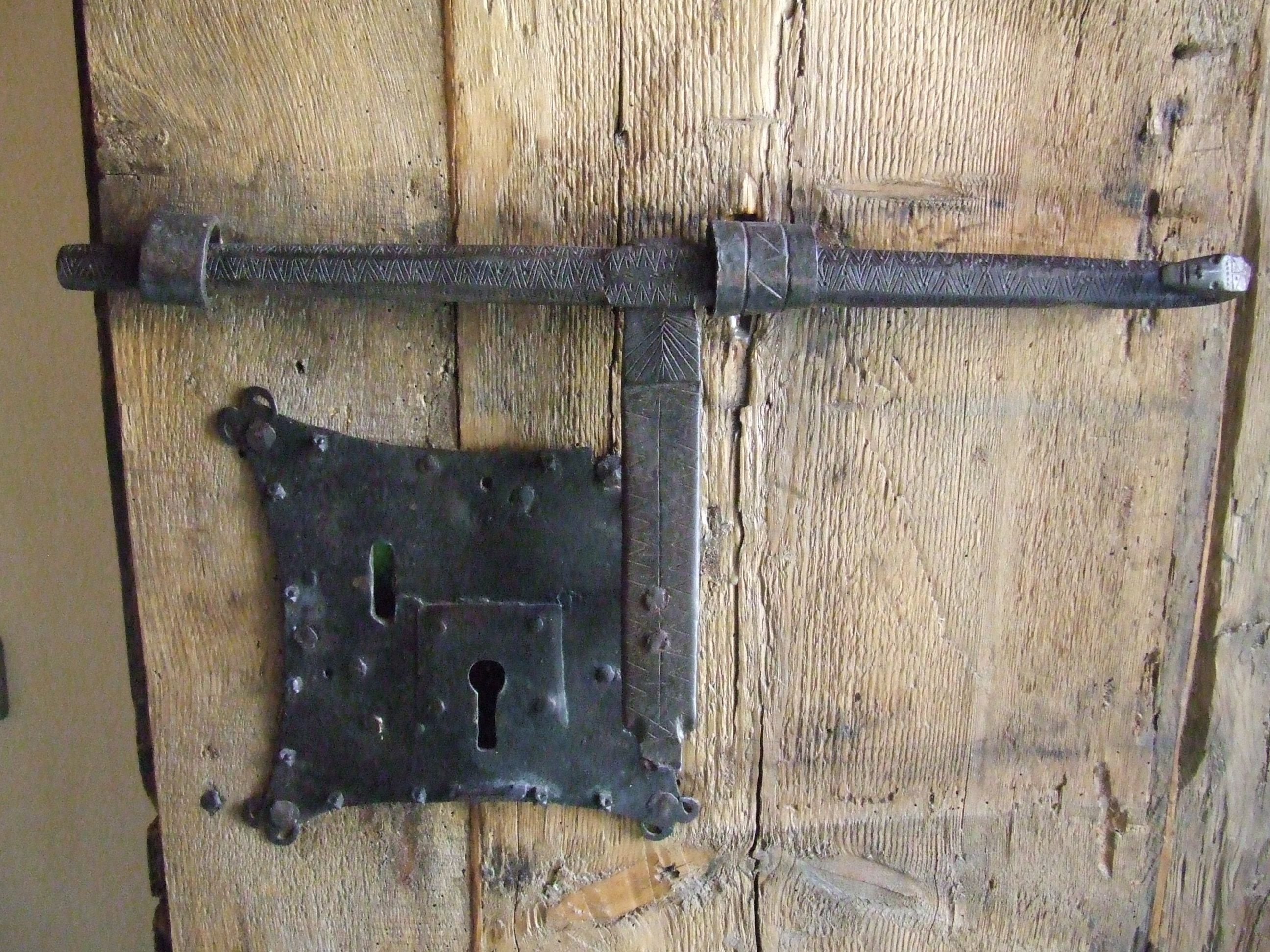
Türriegel

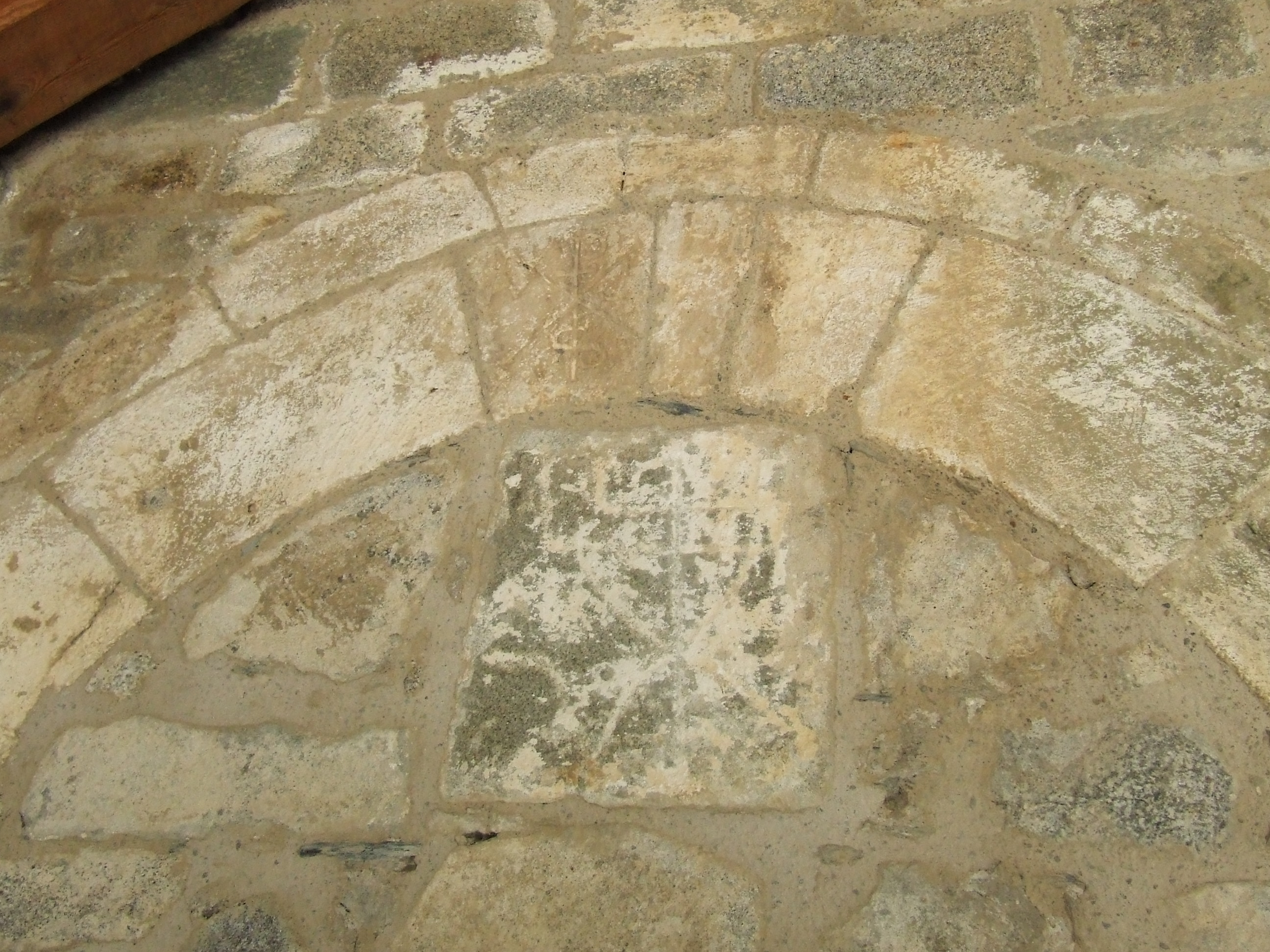
Portal

Besondere Aufmerksamkeit verdient die zweistöckige Apsis, die im Stil der lombardischen Romanik mit Lisenen, Blendbögen und einem Sägezahnfries verziert ist. Im oberen Stockwerk liegt der Altarraum, darunter die Krypta, die von einem Tonnengewölbe gedeckt wird. Auf beiden Stockwerken ist in der Mitte ein Rundbogenfenster eingeschnitten.
Der Glockengiebel über der Westfassade wurde in barocker Zeit errichtet. In der Fassade ist das Portal eingeschnitten, das in einen Vorbau aus späterer Zeit integriert ist. Das Rundbogenportal wird von Wölbsteinen gerahmt, in der Mitte ist oben ein Relief mit dem Christusmonogramm eingemeißelt. Seitlich am Portal stehen zwei schlanke Säulen, die mit Blattkapitellen verziert sind.
Die Tür besitzt noch ein mittelalterliches Schloss mit einem schmiedeeisernen Türriegel, der mit geometrischen Motiven und einem Kopf verziert ist.

### Innenraum
Der Innenraum besteht aus einem einschiffigen Langhaus und einer halbrunden Apsis. Das Langhaus ist in vier Joche gegliedert, die von Kreuzgratgewölben gedeckt werden. Die von einer Kalotte überwölbte Apsis
wird weitgehend von einem Altar verdeckt, der in barocker Zeit eingebaut wurde.

## Antependium

Antependium

Bis zum Beginn des 20. Jahrhunderts befand sich das Antependium, das in die zweite Hälfte des 13. Jahrhunderts datiert wird, in der Kirche, heute ist eine Kopie zu sehen. Das Original wird im Museu Nacional d’Art de Catalunya (MNAC) in Barcelona aufbewahrt.
Das Antependium wurde in einer Werkstatt im Ribagorza geschaffen. Es besteht aus Holz und ist mit einem Stuckdekor im Hintergrund verziert. Die Szenen sind in Temperamalerei aufgebracht. Am Rand des Antependiums verläuft ein Stuckfries, in der Mitte trennt ein Palmblattfries die oberen von den unteren Szenen.
Im Zentrum ist eine Madonna mit Kind, von einer Mandorla gerahmt, dargestellt. Seitlich der Mandorla sieht man oben und unten die Evangelistensymbole. Die kleineren Szenen sind mit Inschriften versehen und stellen Episoden aus dem Marienleben dar, oben links die Verkündigung und die Heimsuchung, oben rechts die Geburt Christi und die Anbetung der Hirten, unten links die Anbetung der Heiligen Drei Könige und unten rechts die Tötung der Unschuldigen Kinder und die Flucht nach Ägypten.